# 1530
1530 (MDXXX) fue un año común comenzado en sábado del calendario juliano.

## Acontecimientos
- 24 de febrero: El Sacro emperador Romano germánico Carlos V es coronado en Bolonia por el papa Clemente VII.
- 25 de junio: en Augsburgo (ciudad del Sacro Imperio Romano Germánico) se exponen ante la Dieta de Augsburgo y  Carlos V las Confesiones (escritas por Philip Melanchthon), que definen los principios del luteranismo y explican cómo subsanar los vicios gravísimos de la Iglesia de la época. El Emperador las rechaza.
- 15 de marzo: en México, el cacicazgo de Ocotlán, Jalisco; fue conquistado por Nuño de Guzmán.
- 5 de noviembre: en Países Bajos, la Inundación de San Félix («Sábado maléfico») deja un saldo de 100 000 muertos.
- 30 de diciembre: Humayun sube al trono del imperio mogol.
- El rey Carlos I de España prohíbe la esclavitud de los indígenas en el Nuevo Mundo[1] basándose en la Pragmatica Sanción.
- Los barbas[2] Giorgio Morel y Pietro Masson, en nombre de los valdenses del Piamonte, Calabria y Puglia, se puso en contacto en Estrasburgo con los reformadores de Suiza y Alemania.[3] Estos primeros contactos llevarían dos años más tarde, en 1532, a la adesicón de los valdenses a la Reforma protestante.

## Nacimientos
- 17 de junio: Francisco, duque de Montmorency, noble francés.
- 25 de agosto: Iván IV de Rusia, llamado Iván el Terrible, zar de Rusia (f. 1584)
- 1 de noviembre: Étienne de La Boétie, filósofo francés (f. 1563)
- Juan de Herrera, arquitecto español.
- Juan Fernández, marino español.
- Ruy López de Segura, ajedrecista español.
- Pedro Simón Abril, humanista español.
- Lorenzo Bernal del Mercado, militar español.
- Gaspar Gil Polo, escritor español.

## Fallecimientos
- 7 de julio: Válaba (52), pensador religioso indio (n. 1478); afirmaba ser una encarnación del dios Krisna y creó una nueva religión hinduista, la doctrina Válaba.
- 29 de septiembre: Andrea del Sarto, pintor italiano (n. 1486).
- 29 de noviembre: Thomas Wolsey, cardenal, y lord canciller de Inglaterra (n. 1471).
- 26 de diciembre: Babur, primer emperador mogol (n. 1483).

- Juana la Beltraneja, princesa castellana.
- Quentin Massys, pintor flamenco.
- Luis Ramírez de Lucena, ajedrecista español.
- Andrea del Sarto, pintor italiano (n. 1486).
- Bartolomé Torres Naharro, comediógrafo, poeta y preceptista teatral español.